# Southaven
Southaven é uma cidade localizada no estado americano do Mississippi, no Condado de DeSoto.

## Geografia
De acordo com o United States Census Bureau, a cidade tem uma área de 107,6 km², onde 106,8 km² estão cobertos por terra e 0,7 km² por água.

### Localidades na vizinhança
O diagrama seguinte representa as localidades num raio de 16 km ao redor de Southaven.

## Demografia
Segundo o censo nacional de 2010, a sua população é de 48 982 habitantes e sua densidade populacional é de 458,5 hab/km². É a terceira cidade mais populosa do Mississippi. Possui 19 101 residências, que resulta em uma densidade de 178,79 residências/km².